# Polyrhachis cornuta
Polyrhachis cornuta é uma espécie de formiga do gênero Polyrhachis, pertencente à subfamília Formicinae.